# Hellmuth Fischer
Hellmuth Fischer (Berlim, 1902 — 1976) foi um químico alemão.